# Gert de Groot
Gerrit Adrianus "Gert" de Groot, född 24 februari 1970 i Amsterdam, är en nederländsk vattenpolospelare.
Gert de Groot deltog i den olympiska vattenpoloturneringen vid olympiska sommarspelen 1996 i Atlanta där Nederländerna slutade på tionde plats.